# The Outrun
The Outrun è un film del 2024 diretto da Nora Fingscheidt.
La pellicola è l'adattamento cinematografico dell'autobiografia Nelle isole estreme di Amy Liptrot, co-autrice della sceneggiatura insieme alla regista.

## Trama
Appena uscita da un centro di disintossicazione, l'ex alcolista Rona torna a casa nelle Isole Orcadi per la prima volta in oltre un decennio.

## Produzione
Nel gennaio 2022 è stato annunciato che Nora Fingscheidt avrebbe diretto un adattamento del libro di Amy Liptrot interpretato e prodotto da Saoirse Ronan. Le riprese sono cominciate nelle Orcadi nell'agosto dello stesso anno.

## Promozione
Il primo trailer è stato diffuso il 30 maggio 2024.

## Distribuzione
Il film è stato presentato in anteprima mondiale al Sundance Film Festival il 19 gennaio 2024 e il mese successivo è stato presentato nella sezione "Panorama" alla 74ª edizione del Festival internazionale del cinema di Berlino. È stato distribuito il 27 settembre nel Regno Unito ed il 4 ottobre in Nordamerica. In Germania uscirà il 7 novembre 2024.

## Accoglienza

### Incassi
Il film ha incassato poco più di 5,2 milioni di dollari.

### Critica
Sull'aggregatore di recensioni Rotten Tomatoes 157 critici esprimono un gradimento dell'82%, con un voto medio di 7.5/10; su Metacritic il voto medio di 43 critici è 72/100.

## Riconoscimenti
- 2024 – Festival internazionale del cinema di Berlino[10]
  - In concorso per il Panorama Audience Award